# Burgruine Katzenstein

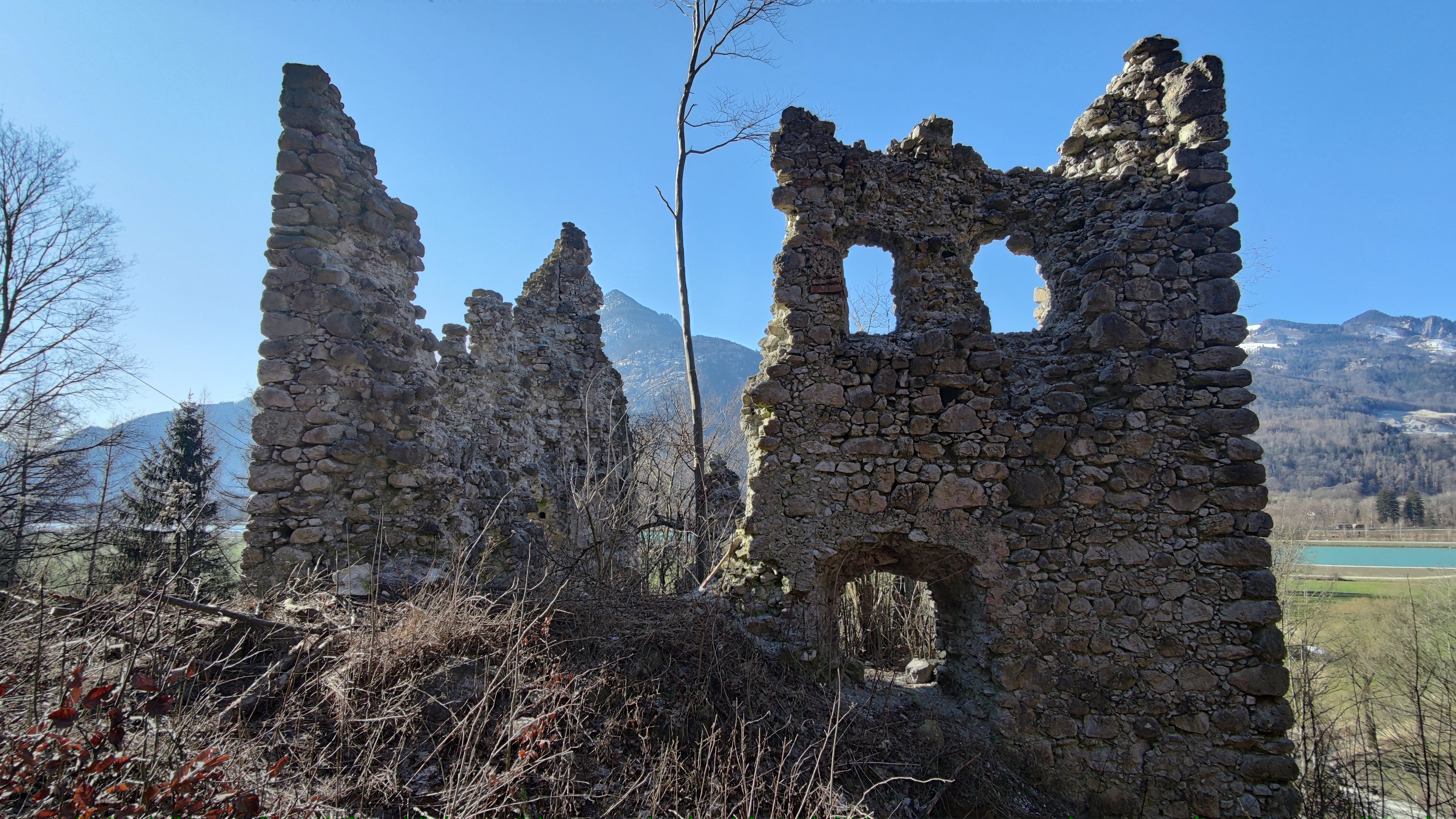
Burgruine Katzenstein, Ostseite der Ruine

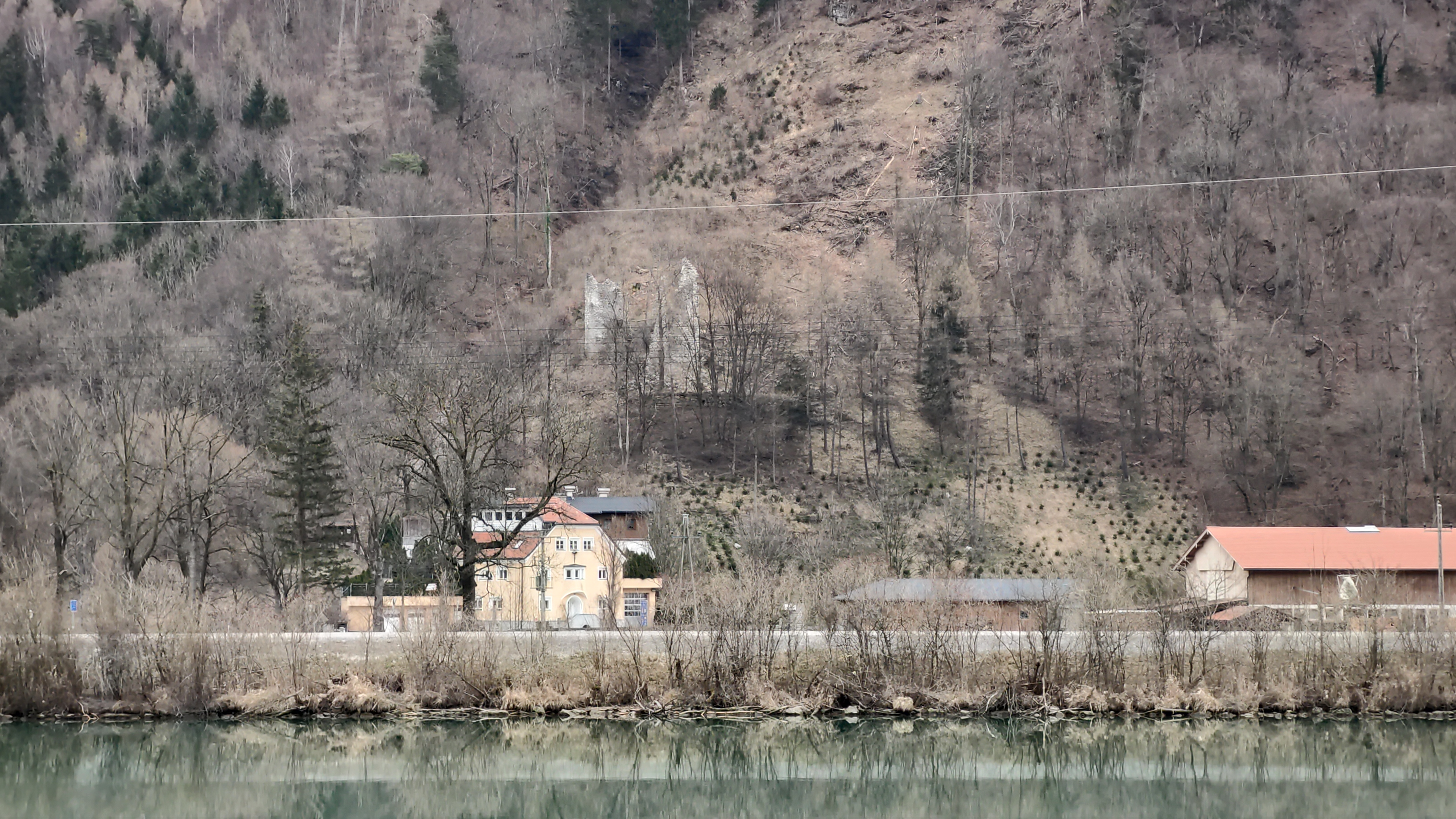
Burgruine Katzenstein vom Innufer aus

Die Burgruine Katzenstein ist die Ruine eines Wehrturms in der nordwestlichen Ecke der Gemeinde Erl im Bezirk Kufstein in Tirol in Österreich. Die Ruine steht unter Denkmalschutz (Listeneintrag).

## Lage
Die Ruine der Hangburg bzw. des Wehrturms liegt in östlicher Hanglage am Fuße des Kranzhorns östlich oberhalb des Erler Weilers Schwaigen mit Blick auf das Inntal.

## Geschichte
Der Turm wurde vermutlich ab 1392 im Rahmen der Klause Windhausen errichtet, welche nach dem Übergang des Gerichts Kufstein an den Herzog von Bayern-Ingolstadt als Grenzbefestigung gegen das Gebiet des Herzogs von Bayern-München erbaut wurde. Spätestens aber als es 1420 zum Krieg zwischen Landshut und Ingolstadt kam, war dieser Turm Teil der Grenzbefestigungen.
Im Jahre 1504 übernahm die Grafschaft Tirol die Gerichte Kitzbühel, Kufstein und Rattenberg als Folge des Landshuter Erbfolgekrieges. Dadurch wurde der Kaiserturm zu Windhausen zum nördlichsten Vorposten Tirols und damit wichtiger Teil der Grenzverteidigung.
Im Jahr 1611 und während des Dreißigjährigen Krieges konnte der Turm gegen die jeweiligen Angreifer verteidigt werden. Auf einer Skizze des Turms aus dem Jahre 1623 sind erstmals eine Palisade, ein Tor sowie ein Torgebäude zu sehen.
Im Juni 1703 kam es während des Spanischen Erbfolgekrieges zu Gefechten um den Turm, bei denen die Tiroler Landfahnen und reguläres Militär den Turm mehrere Tage halten konnten. Vor dem österreichischen Erbfolgekrieg 1740 wurden die Anlagen weiter verstärkt. Am 3. November 1744 kam es abermals zu andauernden Gefechten, mit denen die Tiroler Landfahnen einen bayerischen Einfall abwehren konnten.
Auf einer Skizze aus dem Jahre 1777 erkennt man neben den vorherigen Grenzbefestigungen des Weiteren eine Blockhütte oberhalb des Wehrturms als Hochwacht. Nach 1782 jedoch ließ man die Klause auf und brach bis auf den Turm alle weiteren Anlagen ab. Bereits im Winter 1800/1801 kam es erneut zu Angriffen an dieser Stelle.
Am 12. Mai 1809 wurde der Turm schließlich von den französisch-bayerischen Truppen und deren verbündeten sächsischen Truppen angegriffen und, angeblich erst nachdem den Tiroler Truppen die Munition ausging und diese in die Berge flohen, schließlich eingenommen und in der Folge zerstört.
Erst im 19. Jahrhundert kamen für den Kaiserturm die heute noch geläufigen Namen Burg Katzenstein (siehe Unterpunkt Sage) und Ruine Todtenschlößl auf.

## Burgruine
Es handelt sich um einen spätmittelalterlichen Turm in östlicher Hanglage am Fuße des Kranzhorns, etwa 50 m oberhalb des Inns. Der Turm hat eine quadratische Grundfläche und wurde ursprünglich als dreigeschoßiger Turm konzipiert. Das ehemalige Erdgeschoß ist verschüttet. An den sichtbaren Resten erkennt man anhand der Balkenlöcher die Geschoßhöhen. Des Weiteren sind unförmige Ausbrüche ehemaliger Fenster und Schießscharten zu erkennen. Die Nordwestecke des Turmes ist komplett eingestürzt. Nördlich des Turms finden sich die Reste eines Sperrgrabens und eines Erdwalls der ehemaligen Grenzbefestigung.

## Sage
Der ehemalige Kayserthurm zu Windhausen wird heutzutage im Allgemeinen nach der Sage um den Herrn von Katzenstein als Burgruine Katzenstein bezeichnet, obwohl es sich geschichtlich belegt hier aber immer „nur“ um einen Wehrturm gehandelt haben soll.
In einer der Sagen geht es um einen Herrn Katz von Katzenstein, dem Weine sehr zugetan, der sich unsterblich verliebt und, weil diese Liebe unerwidert bleibt, sein Leben beendet.
Eine andere Sage berichtet vom Untergang der Burg, nachdem der Burgherr in der hl. Nacht hundert Becher Etschländer Wein genossen haben soll. Seither sieht man alle sieben Jahre in der hl. Nacht eine Katze umher streifen.